# ㅁ

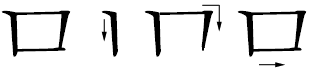
筆順

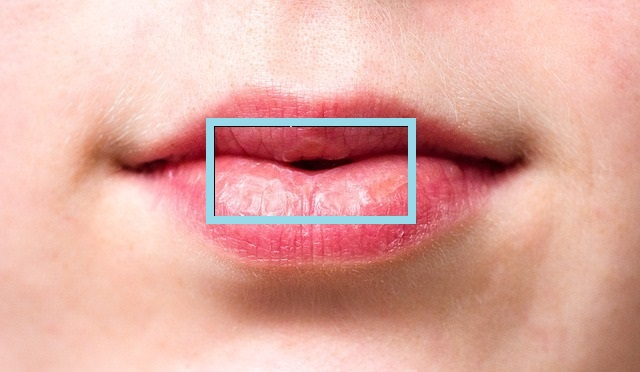
ㅁの象形

ㅁは、ハングルを構成する子音字母のひとつ。5番目の字母（『訓蒙字会』以降。『訓民正音』当時は最初の「ㄱ」から濃音を含めなければ9番目、濃音も含めれば12番目）。名称はミウム（미음）。

## 音声
唇を閉じて閉鎖をつくり、口蓋帆を下げて鼻腔から呼気を抜くことで作られる両唇鼻音[m]である。音素は/m/で表される。終声では、両唇を離さない。
前の音節の閉鎖音（終声のㄱ, ㄷ, ㅂおよびそれらと同じ発音をするもの）を鼻音化する。
| 音価 | 終声字                     | 複合終声字           | 複合終声字 |
| 音価 | 終声字                     | 前                   | 後         |
| ---- | -------------------------- | -------------------- | ---------- |
| ㄱ   | ㄱ, ㅋ, ㄲ                 | ㄳ                   | ㄺ         |
| ㄷ   | ㄷ, ㅅ, ㅆ, ㅈ, ㅊ, ㅌ, ㅎ |                      |            |
| ㅂ   | ㅂ, ㅍ                     | ㅄ                   | (ㄼ), ㄿ   |
| ㄹ   | ㄹ                         | ㄼ, ㄽ, ㄾ, ㅀ, (ㄺ) |            |
| ㄴ   | ㄴ                         | ㄵ, ㄶ               |            |
| ㅁ   | ㅁ                         |                      | ㄻ         |
| ㅇ   | ㅇ                         |                      |            |

## 訓民正音
『訓民正音』初声体系では、唇音の不清不濁に分類されており、訓民正音の世宗序では「唇音如彌字初發聲」と規定されている。その字形は『訓民正音解例』制字解によると口の形に象ったとされる。唇音系統のㅂ, ㅍはこれに筆画が足されて作られた。また唇軽音として下にㅇを加えたㅱがある。
字母の名称は『訓蒙字会』（1527年）により미음（ミウム、眉音）と名付けられた。
訓民正音によれば、不清不濁であるため、終声に用いれば「平上去声」となるとされていた。

## ラテン文字転写
文化観光部2000年式、マッキューン＝ライシャワー式ともに初声も終声もmと表記される。

## 文字コード
| 名称                   | 用途   | コード | HTML実体参照コード | 表示 |
| HANGUL LETTER MIEUM    | 単体   | U+3141 | &#12609;           | ㅁ   |
| HANGUL CHOSEONG MIEUM  | 初声用 | U+1106 | &#4358;            | ᄆ   |
| HANGUL JONGSEONG MIEUM | 終声用 | U+11B7 | &#4535;            | ᆷ     |